# Team Ukyo/Saison 2016
Dieser Artikel listet Erfolge und Fahrer des Radsportteams Ukyo in der Saison 2016 auf.

## Erfolge in der UCI Asia Tour
| Datum             | Rennen                            | Kat. | Sieger          |
| ----------------- | --------------------------------- | ---- | --------------- |
| 12. Mai           | 2. Etappe Banyuwangi Tour de Ijen | 2.2  | Benjamin Prades |
| 23. Mai           | 5. Etappe Tour de Flores          | 2.2  | Benjamin Prades |
| 3. Juni           | 6. Etappe Japan-Rundfahrt         | 2.1  | Oscar Pujol     |
| 29. Mai – 5. Juni | Gesamtwertung Japan-Rundfahrt     | 2.1  | Oscar Pujol     |
| 5. Juni           | 1. Etappe Tour de Korea           | 2.1  | Jon Aberasturi  |
| 18. Juni          | 2. Etappe Tour de Kumano          | 2.2  | Oscar Pujol     |
| 16.–19. Juni      | Gesamtwertung Tour de Kumano      | 2.2  | Oscar Pujol     |
| 1. September      | Prolog Tour de Hokkaidō (EZF)     | 2.2  | Jon Aberasturi  |

## Zugänge – Abgänge
| Zugänge          | Team 2014       | Abgänge           | Team 2015                    |
| ---------------- | --------------- | ----------------- | ---------------------------- |
| Jon Aberasturi   |                 | Daniel Whitehouse | Terengganu Cycling Team      |
| Michimasa Nakai  |                 | Yukihiro Doi      | Matrix Powertag              |
| Benujamin Prades | Matrix Powertag | Pablo Urtasun     | Funvic Soul Cycles-Carrefour |
| Tadaaki Nakai    |                 | Kazushige Kuboki  | Nippo-Vini Fantini           |
| Yuta Imai        |                 | Ryo Minato        | Shimano Racing Team          |
| Rodrigo Araque   |                 |                   |                              |

## Mannschaft
| Name               | Geburtstag         | Nationalität |
| ------------------ | ------------------ | ------------ |
| Jon Aberasturi     | 28. März 1989      | Spanien      |
| Rodrigo Araque     | 2. Mai 1991        | Spanien      |
| Salvador Guardiola | 5. September 1988  | Spanien      |
| Yūsuke Hatanaka    | 21. Juni 1985      | Japan        |
| Eiichi Hirai       | 18. November 1990  | Japan        |
| Yuta Imai          | 19. Dezember 1997  | Japan        |
| Michimasa Nakai    | 22. September 1994 | Japan        |
| Tadaaki Nakai      | 12. Dezember 1996  | Japan        |
| Benjamin Prades    | 26. Oktober 1983   | Spanien      |
| Óscar Pujol        | 16. Oktober 1983   | Spanien      |
| Kōta Sumiyoshi     | 1. Juli 1991       | Japan        |
| Shun Yamamoto      | 24. Oktober 1992   | Japan        |